# WISE 1841+7000
WISE 1841+7000，全稱WISEPA J184124.74+700038.0，是由兩顆（編號分別加上 A 和 B）位於天龍座的棕矮星組成的聯星系統，兩顆棕矮星的光譜類型都是 T5,。該系統是2011年廣域紅外線巡天探測衛星發現的104個棕矮星系統之兩個棕矮星聯星系統的其中一個（另一個是WISE 0458+6434）。凱克II望遠鏡以雷射導引星－自适应光学系統對該系統進行近紅外線攝影後確定確定這是一個聯星系統。測光估計它的距離是73.1光年（22.4秒差距），但這量測是假設該系統並非聯星的結果。該系統的真實距離在它是聯星系統假設下是40.2 ± 4.9秒差距或131.1 ± 16光年。